# Parker Solar Probe
Parker Solar Probe eller PSP (tidigare känd som Solar Probe, Solar Probe Plus, Solar Probe+) är en amerikansk rymdsond som sedan 2018 studerar vår närmsta stjärna, solen.
Den är uppkallad efter den amerikanske astronomen Eugene Parker (1927-2022) och konstruerad av Applied Physics Laboratory. I sonden sitter ett minneskort med 1,137,202 namn på människor som anmälde sig i mars 2018 för att delta i "A mission to touch the sun". 
Uppskjutningen gjordes med en Delta IV Heavy-raket från Cape Canaveral LC-37B den 12 augusti 2018.
Under nästan sju års tid kommer rymdsonden vid flera tillfällen ta hjälp av Venus gravitation för att ta sig närmare Solen än någon annan rymdsond hittills gjort (2025).

Animation of Parker Solar Probes omloppsbana från augusti 2018 till augusti 2025
Parker Solar Probe·
Solen·
Merkurius·
Venus·
Jorden

## Historia
Projektet började ta form under 1990-talet, då under namnet Solar Orbiter

## Uppskjutning
Rymdsonden sköts upp med en trestegs version av en Delta IV Heavy-raket den 12 augusti 2018. Det var första gången en Delta IV Heavy-raket används för att skjuta upp en rymdsond.
Ett försök att skjuta upp rymdsonden den 11 augusti 2018 avbröts drygt en minut före den planerade uppskjutningen.